# Culicoides espinolai
Culicoides espinolai är en tvåvingeart som beskrevs av Felippe-bauer och Lourenco-de-oliveira 1987. Culicoides espinolai ingår i släktet Culicoides och familjen svidknott. Inga underarter finns listade i Catalogue of Life.